# 川田将雅
川田 将雅（かわだ ゆうが、1985年10月15日 - ）は、日本中央競馬会 (JRA) 所属の騎手。
曾祖父（川田若弥）が佐賀競馬場所属の騎手で、祖父（川田利美）、父（孝好は佐賀競馬場の現役）、伯父（宮浦正行は大井競馬場の元調教師）が調教師という競馬一族に生まれる。同じくJRA所属の鮫島良太とは、幼稚園時代から先輩後輩の関係。
妻は元タレントのおおつか麗衣。2016年7月より芸能プロダクションのホリプロとマネジメント契約を結んでいる。

## 来歴
2004年3月7日、栗東・安田隆行厩舎所属の騎手として中京競馬第2競走のシュアリーゴールドでデビューし、15頭立ての5着に入る。初勝利は3月20日、阪神競馬第8競走のホーマンルーキー。1年目は16勝で終わるが人気薄の3着が多く、その頃からも穴騎手として注目されていた。とりわけ500万円以下クラスの3着率が高く、1年目の3着17回のうち12回は500万円以下クラスでのものであった。
2005年は成績を大きく伸ばし、39勝を挙げた。しかし特別競走での勝利は前年のゲヴァルトの甲東特別とエイシンヘーベの大濠特別の2勝のみで、依然として穴騎手という印象が強かった。
2006年からはフリーの騎手として活動している。小倉大賞典をメジロマイヤーとのコンビで逃げ切り、重賞初制覇を達成する。さらに中京記念ではマチカネオーラとコンビを組み、重賞2勝目をあげた。そして、東京優駿で初めてのGI級競走騎乗を果たす（スーパーホーネットで15着）とその直後の目黒記念をポップロックで勝利した。同年9月30日の中京競馬第4競走で落馬し、右橈骨骨幹部骨折、右尺骨頭脱臼という大怪我を負った。2007年1月6日の京都競馬で復帰するまで長期休養を余儀なくされた。
2008年4月20日、第68回皐月賞をキャプテントゥーレで制覇し、GI級競走及びクラシック競走初勝利。2009年11月3日、名古屋競馬場で開催された第9回JBCスプリントをスーニで制覇し、交流重賞競走初勝利。
2011年8月16日、ダートグレード競走のサマーチャンピオンでスーニに騎乗し1着となり、地元佐賀競馬場での重賞を初制覇。このレースは従来のレコードを1秒4も縮め、2024年現在でもレコードとなっている。同年10月3日、第44回スプリンターズステークスにおいて、ダッシャーゴーゴーに騎乗。2着に入線も、4着に入線したサンカルロの進路を妨害して4着に降着。2011年11月20日、6回京都6日第8Rにてエイシンナナツボシで勝利し、自身初の年間100勝を達成。
2012年2月8日の佐賀記念をピイラニハイウェイで制し、地元佐賀で行われるダートグレード競走2レースを制覇。また同レースをレコードで優勝し、佐賀競馬場のダートグレード競走2レースのレコードジョッキーとなる。同年の優駿牝馬において、前走NHKマイルカップで騎乗停止になった岩田康誠の代打としてジェンティルドンナを二冠に導く。初の牝馬クラシック勝利を挙げる。
2013年10月12日、京都競馬場の3歳500万下をマラネロで制し、本年最速自身2度目の年間100勝を達成。最終的に120勝を挙げ、JRA最高勝率を獲得。さらにこの年は自身初のJRAフェアプレー賞を獲得している。
2014年4月13日、第74回桜花賞でハープスターに騎乗し優勝。同年10月5日、ハープスターで凱旋門賞に初めて騎乗。11月16日、第39回エリザベス女王杯でラキシスに騎乗し優勝。デビュー以来初めて、JRAのGIレース年間2勝目をあげた。この年は成績自体はやや落ちたが、複勝率は自己最高を記録している。
2016年5月29日、第83回東京優駿でマカヒキに騎乗し優勝。6年連続10回目の挑戦でダービージョッキーとなると共に史上8人目のクラシック競走完全制覇を成し遂げる。同年9月11日阪神6Rをラヴアンドドラゴンで勝利、8049戦目で史上31人目（現役14人目）のJRA通算1000勝を達成した。
2018年3月25日、第48回高松宮記念をファインニードルで優勝し、史上12人目の中央競馬全5場GI制覇達成。
2019年、札幌競馬場で行われたワールドオールスタージョッキーズ (WASJ) にてシリーズ優勝を果たす。2014年以来3度目の最高勝率騎手を獲得し、JRA重賞15勝を記録。年間複勝率56.2パーセントを記録した。
2020年9月6日、小倉5Rをアドマイヤザーゲで勝利し、史上17人目（現役8人目）のJRA通算1500勝達成。デビューから「12年1ヶ月5日」「30歳1ヶ月28日」での達成は、ともに武豊に次ぐ史上2番目のスピード記録となった。
2021年3月28日、中京第11R高松宮記念をダノンスマッシュで勝利し、史上9人目のJRA重賞通算100勝を達成した。同年11月6日にはラヴズオンリーユーでアメリカ合衆国の国際競走であるブリーダーズカップ・フィリー&メアターフ（デルマー競馬場）に挑戦し、日本馬初となる優勝を果たした。これにより、自身は初の海外G1タイトルを獲得したとともに日本人初のBC競走優勝騎手となった。ラヴズオンリーユーとは同年12月12日に香港で開催された香港カップでもコンビを組んだ。同馬の引退レースのなった本レースでは、中段前目にて運んでいき最後の直線で同じく日本から参加したヒシイグアスとの競り合いを制して優勝を果たした。川田はこの勝利により、同馬を日本馬としては初となる海外GI年間3勝達成馬に導いた。
2022年4月10日、阪神第11R第82回桜花賞で、スターズオンアースに騎乗し優勝。2014年のハープスター以来2度目の桜花賞の勝利となった。最終的に143勝を挙げ、初のリーディングジョッキーになると共に、最高勝率・最多獲得賞金騎手の三冠を達成、史上4人目となる騎手大賞を受賞した。
2023年3月14日、高知競馬場で行われた黒船賞（シャマル）、15日の船橋競馬場で行われたダイオライト記念（グロリアムンディ）、16日の名古屋競馬場で行われた名古屋大賞典（ハギノアレグリアス）に騎乗し全て1着となり、史上初となる3日連続で地方交流重賞レース制覇。また名古屋大賞典は4連覇で通算5勝目となった。さらに3月12日、中京の金鯱賞でのプログノーシスの優勝を含めると重賞4連勝。同年3月25日(日本時間26日)、メイダン競馬場で開催されたドバイワールドカップにおいて、ウシュバテソーロに騎乗。レースでは道中最後方からの追い込みでイギリス調教馬のAlgiersを交わし優勝。日本人騎手初のドバイワールドカップ制覇となった。また、4月9日には阪神第11R第83回桜花賞で、リバティアイランドに騎乗し優勝。昨年に引き続き連覇を達成。続く5月21日、優駿牝馬でもリバティアイランドで優勝し、牝馬クラシック二冠を達成。10月15日、秋華賞でリバティアイランドに騎乗し初優勝。史上7頭目の牝馬三冠を達成。同年はJRA賞となってから岡部幸雄（最多7年連続）、武豊以来3人目の5年連続となる7度目の最高勝率騎手を受賞。勝率は2002年に武豊が記録した歴代最高勝率.291を抜き、史上初の3割超えとなる.305を記録した。
2024年2月11日、東京12Rをハードワイヤードで勝利、1万2187戦目で史上9人目（現役4人目）のJRA通算2000勝達成。同年7月、2週間の休養を発表。7月7日の小倉競馬終了後に股関節深部の神経の痛みなどを発症し「当日に帰ることもできず、調整ルームで寝ていました」「最初の1週間はほぼ寝たきりで立つこともできませんでした」という状態だったとのこと。休養中の治療が功を奏し、7月25日の調教より騎乗を再開している。10月19日、東京競馬3レースにて騎乗馬ミラージュナイトがゴール入線直後にバランスを崩し落馬、救急車で運ばれ入院、額部に擦傷等の怪我はあったものの翌日曜日には退院し、午後には京都競馬場に来場し関係者エリアにて元気な姿を見せた。同年11月4日、創設以来初めて佐賀競馬場で行われたJBC競走にて、JBCクラシックにウィルソンテソーロで出走し、同馬をGI級競走初勝利へと導いた。同レースは2019年チュウワウィザード、2020年クリソベリルに続く3勝目となるが、JRAを含めて「基本的にしない」とされているウイニングランを行い、スタンドに詰めかけた観客に対して正面向きに馬を誘導した上でヘルメットを脱ぎ一礼するパフォーマンスまで行った。レース後のインタビューでの受け答えでは、故郷の佐賀での常設のダートグレード競走はJpnIIIしかなく、生まれ育った地元で行われた初のGI級競走での初制覇に感極まり涙した。インタビューでの締めでは通年開催されている佐賀競馬場への来訪を呼びかけ、自身がJRAの馬で来る機会があれば「すべてを負かしてやりたい」と笑顔でコメントした。
2025年3月1日、ママコチャに騎乗しオーシャンステークスを制して歴代最多タイの同レース3勝目を挙げるとともに、2006年から20年連続のJRA重賞制覇を達成。同年3月16日、金鯱賞でクイーンズウォークに騎乗し優勝。プログノーシスで制した2023年、2024年に続き3連覇達成で同レース5勝目とし、佐藤哲三に並ぶ歴代最多タイ、現役単独トップとなった。

## エピソード
- 名前の由来は、竹脇無我のファンだった両親が、無我の「無」を「有」に変えて読みを「ゆうが」とし、「上に立つ人間になれるように」という思いで「将」、「美しさを持っていてほしい」という意味で「雅」という字をあてたと語っている。[38]
- 初重賞勝利となった2006年の小倉大賞典において、騎乗したメジロマイヤーの馬主である「メジロ牧場」の勝負服（白、緑一本輪、袖緑縦縞）を着用すべきところを、誤って「メジロ商事」の勝負服（白、緑一本輪、緑袖）を着用しレースに騎乗するアクシデントがあった。なお、勝負服を用意するのは騎手ではなく調教師の役目であるため、メジロマイヤーの調教師である田島良保の責任となる。
- 2007年4月1日、阪神競馬第1レースの3歳未勝利戦にて白毛馬のホワイトベッセルに騎乗して勝利[39]。JRA史上初の白毛馬での勝利騎手として歴史に名を残すこととなり、第1レースの未勝利戦であるにもかかわらずガッツポーズを見せた。レース後のコメントでも「重賞レースと同じくらい興奮した」と語っている。
- 自分が乗った馬のことを「この子」、特に牝馬の場合は「彼女」と呼ぶ[40][41]。
- 新人時代の目標とする騎手は、自分と体格が近くて参考にしやすいからという理由でミルコ・デムーロ。
- 派手なアクションで追う豪快な騎乗フォームが特徴。本人曰く「地方の騎手をずっと見ていたからか荒く馬を追うことに抵抗がなかった」とのこと。
- これまでのキャリアの中で騎乗スタイルを大きく変えたきっかけとして、松田博資元調教師から言われた「うちの馬をお前が乗ると壊れる」「お前が乗るようには作っていない」という言葉がある。その当時は安藤勝己が松田厩舎の主戦騎手であったため、安藤の騎乗映像を見て研究した結果、松田厩舎が解散する2016年頃には、多くの馬に川田が騎乗するようになった[42]。
- 2016年、第83回日本ダービーに優勝し、三歳牡牝クラシック競走（桜花賞・皐月賞・オークス・日本ダービー・菊花賞）の完全制覇を遂げたが、2008年第68回皐月賞にキャプテントゥーレで優勝して以降、全て異なる年の異なる馬で各競走1回ずつ勝利したものであり、完全制覇をするまでに重複して優勝したり、同じ馬で連勝したものではない。
- JRA調教師の中内田充正とは、中内田の祖父が地方競馬の馬主であり佐賀競馬の川田孝好厩舎に馬を預託していた関係で幼少期から縁があった。
- リバティアイランドに騎乗して牝馬三冠を達成した第28回秋華賞は、川田の38歳の誕生日に開催されたものだった[43][44]。
- 八大競走で制覇していないのは天皇賞（春・秋とも）、そして有馬記念である。そのうち天皇賞（秋）と有馬記念は最高2着だが、天皇賞（春）は馬券に絡んだことがない（春秋通算30戦0勝）。
- 2500m以上の重賞レースで勝利したのはビッグウィークに騎乗した2010年の菊花賞のみで、以降勝利していない。
- 愛車は一貫してメルセデス・ベンツ。過去にS580やメルセデスAMG GT-SやSL43、GT63Sなどを所有している。自身のSNSにも時折公開しており[45]、メルセデスの帽子を記者会見等で着用する事も時に見受けられる[46]。
- 曲がった事が嫌いな九州男児らしく結構な激情家としても知られる。レース後に騎手控室で後輩を叱るのはもちろん、時には先輩に突っかかる事もしばしばある。岩崎翼からは「恐怖のセンパイ」と恐れられている。2017年の「ファンと騎手との集い」の企画で岩崎翼が浜中俊に水をかけるドッキリを行うつもりだが、実は岩崎を標的にした逆ドッキリで代わりに川田本人が仕掛け人でやって来るドッキリを行い、岩崎はあまりの恐怖で涙を流した。

## 主な騎乗馬

### GI及びJpnI競走勝利
- 2008年
  - 皐月賞 - キャプテントゥーレ[47]
- 2009年
  - JBCスプリント - スーニ [48]
- 2010年
  - 菊花賞 - ビッグウィーク [49]
- 2011年
  - JBCスプリント  - スーニ
- 2012年
  - 帝王賞 - ゴルトブリッツ [50]

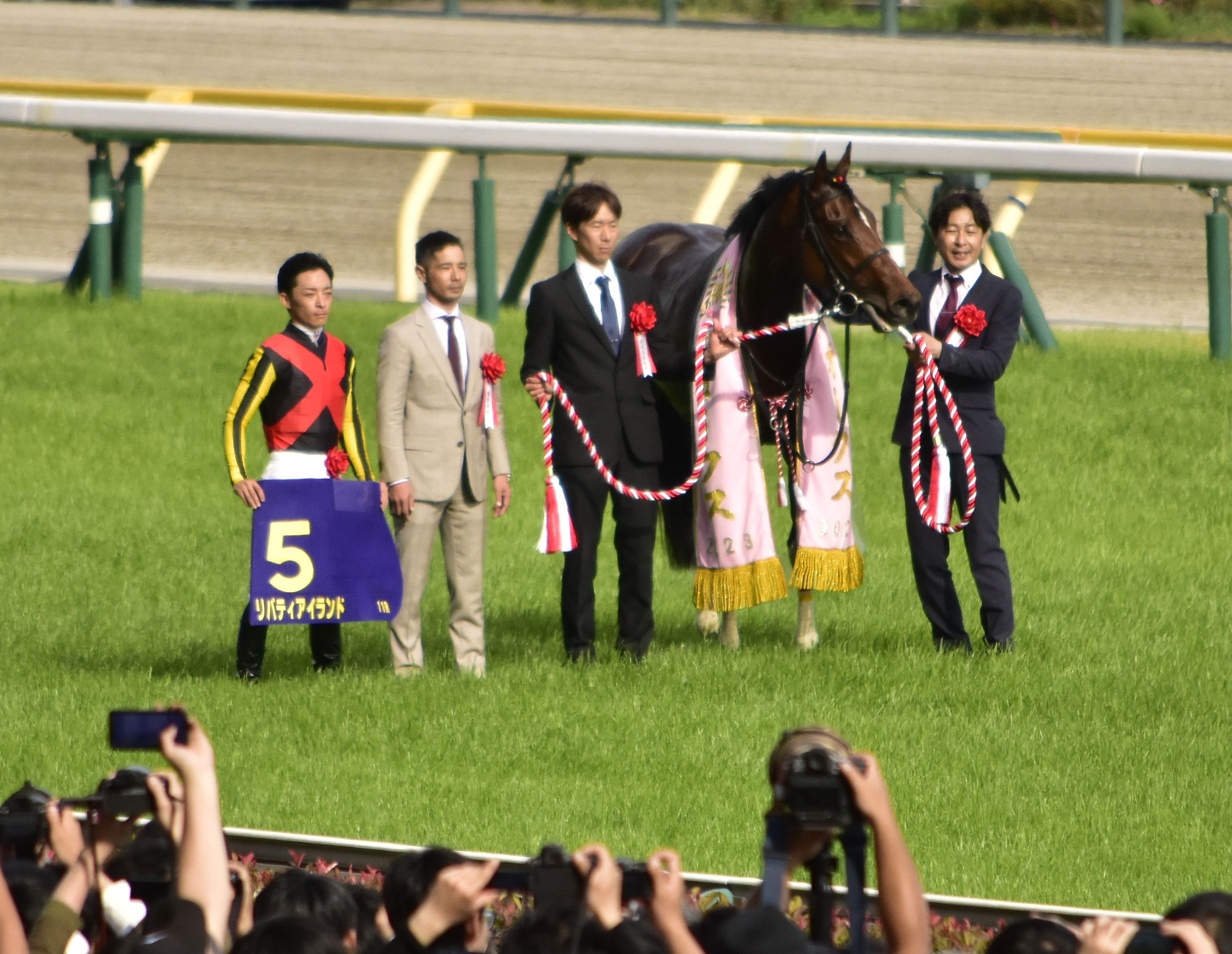
リバティアイランドの口取り式にて
（2023年優駿牝馬）

  - 優駿牝馬 - ジェンティルドンナ[51]※岩田康誠の代打で騎乗
- 2014年
  - 桜花賞 - ハープスター [52]
  - エリザベス女王杯 - ラキシス[53]
- 2015年
  - 安田記念 - モーリス[54]
  - 宝塚記念 - ラブリーデイ[55]
- 2016年
  - 東京優駿 - マカヒキ[56]
- 2017年
  - 安田記念 - サトノアラジン[57]
  - 朝日杯フューチュリティステークス - ダノンプレミアム
- 2018年
  - 高松宮記念 - ファインニードル
  - スプリンターズステークス - ファインニードル[58]
- 2019年
  - JBCクラシック - チュウワウィザード
  - ジャパンダートダービー - クリソベリル
  - チャンピオンズカップ - クリソベリル[59]
- 2020年
  - 川崎記念 - チュウワウィザード
  - 帝王賞 - クリソベリル
  - JBCクラシック - クリソベリル
  - 朝日杯フューチュリティステークス  - グレナディアガーズ
  - ホープフルステークス - ダノンザキッド
- 2021年
  - 高松宮記念 - ダノンスマッシュ
  - 大阪杯 - レイパパレ
  - 安田記念 - ダノンキングリー
  - JBCレディスクラシック - テオレーマ
  - JBCスプリント - レッドルゼル[60]
  - ブリーダーズカップフィリー&メアターフ[21] -ラヴズオンリーユー
  - 香港カップ - ラヴズオンリーユー
- 2022年
  - 川崎記念 - チュウワウィザード
  - 桜花賞 - スターズオンアース
  - NHKマイルカップ - ダノンスコーピオン
  - 阪神ジュベナイルフィリーズ - リバティアイランド[61]
- 2023年
  - ドバイワールドカップ - ウシュバテソーロ
  - 桜花賞 - リバティアイランド
  - 優駿牝馬 - リバティアイランド
  - 秋華賞 - リバティアイランド
  - スプリンターズステークス[62]ｰ ママコチャ
  - 朝日杯フューチュリティステークス[63]ｰ ジャンタルマンタル
  - 東京大賞典 - ウシュバテソーロ[64]
- 2024年
  - NHKマイルカップ - ジャンタルマンタル
  - 羽田盃 - アマンテビアンコ[65]
  - JBCクラシック - ウィルソンテソーロ
  - 朝日杯フューチュリティステークス - アドマイヤズーム
- 2025年
  - 安田記念 - ジャンタルマンタル

### 重賞競走優勝
- メジロマイヤー（2006年小倉大賞典）
- マチカネオーラ（2006年中京記念）
- ポップロック（2006年目黒記念）
- サンアディユ（2007年セントウルステークス）
- キャプテントゥーレ（2007年デイリー杯2歳ステークス、2009年朝日チャレンジカップ）
- アドマイヤフジ （2008年・2009年中山金杯連覇）[66]
- アドマイヤコマンド（2008年青葉賞）
- オースミグラスワン（2008年新潟大賞典）
- マイネレーツェル（2008年ローズステークス）
- ウエスタンダンサー（2008年京阪杯）
- ウォータクティクス（2009年アンタレスステークス）
- タガノエリザベート（2009年ファンタジーステークス）
- スーニ （2010年黒船賞、東京スプリント、2011年サマーチャンピオン、東京盃、兵庫ゴールドトロフィー）
- ダイシンオレンジ（2010年アンタレスステークス、2011年平安ステークス）[67]
- ダッシャーゴーゴー（2010年セントウルステークス、2011年オーシャンステークス、CBC賞）[68]
- ゴルトブリッツ（2011年マーキュリーカップ、2012年アンタレスステークス）
- ピイラニハイウェイ （2012年佐賀記念）[69]
- ゴルトブリッツ（2012年アンタレスステークス）
- メイショウマンボ（2013年フィリーズレビュー）[70]
- マルセリーナ（2013年マーメイドステークス）[71]
- ハープスター（2013年新潟2歳ステークス、2014年チューリップ賞、札幌記念）
- エーシンウェズン （2013年サマーチャンピオン）[72]
- ラストインパクト（2014年小倉大賞典、京都大賞典、金鯱賞）[73]
- トゥザワールド（2014年弥生賞）[74]
- ダノンカモン（2014年名古屋大賞典）[75]
- アドマイヤサガス（2014年北海道スプリントカップ）[76]
- シャイニングレイ（2014年ホープフルステークス）[77]
- ベルーフ（2015年京成杯）[78]
- ミュゼエイリアン（2015年毎日杯[79]）
- レーヴミストラル（2015年青葉賞、日経新春杯）[80]
- サトノラーゼン （2015年京都新聞杯）[81]
- グランデッツァ （2015年七夕賞）[82]
- タガノトネール（2015年サマーチャンピオン）
- ラブリーデイ（2015年京都大賞典）
- ウインプリメーラ （2016年京都金杯）[83]
- アルバートドック （2016年小倉大賞典）[84]
- サトノノブレス （2016年中日新聞杯、鳴尾記念）[85]
- サトノアラジン（2016年京王杯スプリングカップ、2016年スワンステークス）[86]
- ソルヴェイグ （2016年フィリーズレビュー）[87]
- ゴールドドリーム （2016年ユニコーンステークス）[88]
- ミスエルテ（2016年ファンタジーステークス）
- シュウジ（2016年阪神カップ）
- ロンドンタウン（2017年佐賀記念）[89]
- グレイトパール（2017年平安ステークス）
- ダノンプレミアム（2017年サウジアラビアロイヤルカップ、2018年弥生賞、2019年金鯱賞、マイラーズカップ[90]）
- ファインニードル（2018年シルクロードステークス、セントウルステークス）[58]
- トリオンフ（2018年小倉大賞典）
- アレスバローズ（2018年CBC賞）
- サトノダイヤモンド（2018年京都大賞典）
- ダノンファンタジー （2018年ファンタジーステークス、ローズステークス、2019年チューリップ賞、スワンステークス）
- チュウワウィザード（2018年名古屋グランプリ、2019年ダイオライト記念、平安ステークス）
- パクスアメリカーナ（2019年京都金杯）
- ダノンチェイサー（2019年きさらぎ賞）
- クリソベリル（2019年日本テレビ盃）
- フィアーノロマーノ（2019年ダービー卿チャレンジトロフィー）
- ミッキーチャーム （2019年阪神牝馬ステークス、クイーンステークス）
- メールドグラース（2019年小倉記念）
- ブラストワンピース（2019年札幌記念、2020年アメリカジョッキークラブカップ）
- ダノンスマッシュ（2019年キーンランドカップ、2020年オーシャンステークス）
- リアアメリア（2019年アルテミスステークス、2020年ローズステークス）
- アウィルアウェイ（2020年シルクロードステークス）
- ロードゴラッソ（2020年名古屋大賞典[91]）
- ファッショニスタ（2020年・2021年スパーキングレディーカップ連覇[92][93]）
- マスターフェンサー（2020年マーキュリーカップ[94]、白山大賞典[95]、名古屋グランプリ）
- マルシュロレーヌ（2020年レディスプレリュード[96]、2021年TCK女王盃、エンプレス杯、ブリーダーズゴールドカップ）
- グローリーヴェイズ（2020年京都大賞典）
- クリンチャー（2020年みやこステークス、2021年佐賀記念、2021年・2022年名古屋大賞典連覇）
- ダノンファラオ（2020年浦和記念、2021年ダイオライト記念）
- ダノンザキッド（2020年東京スポーツ杯2歳ステークス）
- レイパパレ（2020年チャレンジカップ）
- オーヴェルニュ（2021年東海ステークス）
- ラヴズオンリーユー（2021年京都記念）
- エリザベスタワー（2021年チューリップ賞）
- シャフリヤール（2021年毎日杯）
- テオレーマ（2021年マリーンカップ、2022年TCK女王盃）
- デゼル（2021年阪神牝馬ステークス）
- ホウオウアマゾン（2021年アーリントンカップ）
- レッドジェネシス（2021年京都新聞杯）
- アンドラステ （2021年中京記念）[97]
- レッドルゼル（2021年根岸ステークス、2022年東京盃）
- セリフォス（2021年新潟2歳ステークス）
- メイショウカズサ（2021年白山大賞典、浦和記念）
- ヨーホーレイク（2022年日経新春杯）
- スタニングローズ（2022年フラワーカップ）
- ダノンスコーピオン（2022年アーリントンカップ）
- ゲンパチルシファー（2022年プロキオンステークス）[98]
- アートハウス（2022年ローズステークス、2023年愛知杯）[99]
- グランブリッジ（2023年TCK女王盃、エンプレス杯、2024年レディスプレリュード）[100]
- フリームファクシ（2023年きさらぎ賞）[101]
- ハーパー（2023年クイーンカップ）[102]
- プログノーシス（2023年・2024年金鯱賞連覇、札幌記念）[103]
- シャマル（2023年黒船賞）[104]
- グロリアムンディ（2023年ダイオライト記念、平安ステークス）[105]
- ハギノアレグリアス（2023年名古屋大賞典）
- ウィルソンテソーロ（2023年かきつばた記念、マーキュリーカップ、白山大賞典）[106]
- サトノグランツ（2023年京都新聞杯、神戸新聞杯）[107]
- エヒト（2023年小倉記念）[108]
- リメイク（2023年クラスターカップ、コリアスプリント、2024年リヤドダートスプリント、コリアスプリント）[109]
- ウシュバテソーロ（2023年日本テレビ盃）
- クラウンプライド（2023年コリアカップ）[110]
- ノーブルロジャー（2024年シンザン記念）[111]
- ミッキーゴージャス（2024年愛知杯）[112]
- エンペラーワケア（2024年根岸ステークス、武蔵野ステークス）[113]
- クイーンズウォーク（2024年クイーンカップ、ローズステークス、2025年金鯱賞）[114]
- リフレーミング（2024年小倉記念）[115]
- エリキング（2024年京都2歳ステークス）
- ラヴェル（2024年チャレンジカップ）[116]
- メルキオル（2025年ブルーバードカップ）
- ママコチャ（2025年オーシャンステークス）
- ショウヘイ（2025年京都新聞杯）
- カズタンジャー（2025年マーキュリーカップ）
- アルジーヌ（2025年クイーンステークス)

※重賞1勝は不明

### その他
- スーパーホーネット（2006年東京優駿15着）
- アドマイヤモナーク（2008年有馬記念2着）
- エピファネイア（2014年有馬記念5着）
- ローズキングダム
- キセキ （2018年天皇賞（秋）3着、2019年ジャパンカップ・大阪杯・宝塚記念2着）
- ヴェロックス（2019年皐月賞2着、東京優駿3着、菊花賞2着、有馬記念8着）
- ワグネリアン（2019年ジャパンカップ3着、2020年宝塚記念13着）
- シャフリヤール（2021年ジャパンカップ3着）
- ダノンベルーガ（2022年皐月賞・東京優駿4着、天皇賞（秋）3着、ジャパンカップ5着）
- ソールオリエンス（2023年有馬記念8着）

## 騎乗成績
|            | 日付          | 競馬場、開催  | 競走名         | 馬名               | 頭数 | 人気 | 着順 |
| ---------- | ------------- | ------------- | -------------- | ------------------ | ---- | ---- | ---- |
| 初騎乗     | 2004年3月7日  | 1回中京2日2R  | 3歳未勝利      | シュアリーゴールド | 15頭 | 7    | 5着  |
| 初勝利     | 2004年3月20日 | 1回阪神7日8R  | 4歳上500万円下 | ホーマンルーキー   | 16頭 | 3    | 1着  |
| 重賞初騎乗 | 2004年6月6日  | 2回中京6日11R | 愛知杯         | カレンバレリーナ   | 18頭 | 17   | 11着 |
| 重賞初勝利 | 2006年2月4日  | 1回小倉5日11R | 小倉大賞典     | メジロマイヤー     | 16頭 | 11   | 1着  |
| GI初騎乗   | 2006年5月28日 | 3回東京4日10R | 東京優駿       | スーパーホーネット | 18頭 | 18   | 15着 |
| GI初勝利   | 2008年4月20日 | 3回中山8日11R | 皐月賞         | キャプテントゥーレ | 18頭 | 7    | 1着  |

| 年度   | 順位 | 1着  | 2着  | 3着  | 騎乗数 | 勝率 | 連対率 | 複勝率 | 表彰                                            |
| ------ | ---- | ---- | ---- | ---- | ------ | ---- | ------ | ------ | ----------------------------------------------- |
| 2004年 | 54位 | 16   | 9    | 17   | 255    | .063 | .098   | .165   |                                                 |
| 2005年 | 28位 | 39   | 37   | 35   | 543    | .072 | .140   | .204   |                                                 |
| 2006年 | 20位 | 59   | 52   | 38   | 522    | .113 | .213   | .285   |                                                 |
| 2007年 | 16位 | 58   | 75   | 56   | 727    | .080 | .183   | .260   |                                                 |
| 2008年 | 14位 | 73   | 64   | 51   | 673    | .108 | .204   | .279   | 中央競馬騎手年間ホープ賞                        |
| 2009年 | 17位 | 65   | 62   | 65   | 712    | .091 | .178   | .270   |                                                 |
| 2010年 | 9位  | 83   | 69   | 69   | 708    | .117 | .215   | .312   |                                                 |
| 2011年 | 3位  | 109  | 71   | 70   | 720    | .151 | .250   | .347   | 優秀騎手賞                                      |
| 2012年 | 7位  | 91   | 78   | 70   | 730    | .125 | .232   | .327   |                                                 |
| 2013年 | 2位  | 120  | 95   | 85   | 724    | .166 | .297   | .414   | JRA賞最高勝率騎手、フェアプレー賞、小倉ターフ賞 |
| 2014年 | 7位  | 95   | 67   | 84   | 573    | .166 | .283   | .429   | JRA賞最高勝率騎手                               |
| 2015年 | 6位  | 101  | 86   | 68   | 650    | .155 | .288   | .392   |                                                 |
| 2016年 | 3位  | 135  | 90   | 84   | 715    | .189 | .315   | .432   | 優秀騎手賞、特別模範騎手賞、フェアプレー賞      |
| 2017年 | 6位  | 91   | 94   | 73   | 592    | .154 | .313   | .436   |                                                 |
| 2018年 | 5位  | 93   | 101  | 71   | 561    | .166 | .346   | .472   | 優秀騎手賞、フェアプレー賞                      |
| 2019年 | 2位  | 152  | 102  | 75   | 585    | .260 | .434   | .562   | JRA賞最高勝率騎手、優秀騎手賞                   |
| 2020年 | 2位  | 167  | 111  | 62   | 594    | .281 | .468   | .572   | JRA賞最高勝率騎手、優秀騎手賞、フェアプレー賞   |
| 2021年 | 2位  | 136  | 62   | 59   | 478    | .285 | .414   | .538   | JRA賞最高勝率騎手、優秀騎手賞、フェアプレー賞   |
| 2022年 | 1位  | 143  | 101  | 77   | 552    | .259 | .442   | .592   | JRA賞騎手大賞、関西テレビ放送賞                 |
| 2023年 | 2位  | 151  | 85   | 61   | 495    | .305 | .477   | .600   | JRA賞最高勝率騎手                               |
| 2024年 | 2位  | 141  | 82   | 57   | 481    | .293 | .464   | .582   | 優秀騎手賞、フェアプレー賞                      |
| 中央   |      | 2118 | 1593 | 1327 | 12590  | .168 | .294   | .400   |                                                 |
| 地方   |      | 75   | 49   | 41   | 305    | .247 | .405   | .539   |                                                 |
| 海外   |      | 7    | 6    | 3    | 45     | .156 | .289   | .356   |                                                 |

通算勝利記録
- 通算100勝 2006年8月13日小倉3R サラ3歳未勝利・アドミラトゥール
- 通算200勝 2008年5月11日京都6R サラ3歳500万下・アナモリ
- 通算300勝 2009年10月17日京都7R サラ3歳以上500万下・トーセンモナーク
- 通算400勝 2011年1月23日京都11R 平安ステークス・ダイシンオレンジ
- 通算500勝 2011年12月24日阪神1R サラ2歳未勝利・メイショウコンカー
- 通算600勝 2013年1月20日京都12R サラ4歳以上1000万下・メイショウコンカー
- 通算700勝 2013年11月9日京都9R 黄菊賞・トゥザワールド
- 通算800勝 2014年11月24日京都11R 醍醐ステークス・マコトナワラタナ
- 通算900勝 2015年12月5日中京2R サラ3歳以上500万下・ワイルドダラー
- 通算1000勝 2016年9月11日阪神6R サラ3歳未勝利・ラヴアンドドラゴン
- 通算1100勝 2017年9月2日小倉10R 玄海特別・サトノケンシロウ
- 通算1200勝 2018年7月8日中京8R サラ3歳以上500万下・ヴァントシルム
- 通算1300勝 2019年6月9日阪神10R 安芸ステークス・エアアルマス
- 通算1400勝 2020年2月1日京都10R 花見小路特別・ボッケリーニ
- 通算1500勝 2020年9月6日小倉5R 2歳新馬・アドマイヤザーゲ
- 通算1600勝 2021年5月8日中京11R 京都新聞杯・レッドジェネシス
- 通算1700勝 2022年1月22日中京8R 4歳以上2勝クラス・フォルテデイマルミ
- 通算1800勝 2022年9月19日中京9R 金山特別・レッドバリエンテ
- 通算1900勝 2023年7月1日中京1日5R 2歳新馬・クリノハレルヤ
- 通算2000勝 2024年2月11日東京12R 4歳以上2勝クラス・ハードワイヤード
- 通算2100勝 2024年11月9日東京11R 東京中日スポーツ杯武蔵野ステークス エンペラーワケア
- 通算2200勝 2025年

（JRA騎手名鑑、ウマニティ、地方成績のウマニティより）

### タイトル
- 最多勝利：1回（2022年）
- 最高勝率：7回（2013年、2014年、2019年 - 2023年） ※7回は武豊・岡部幸雄に次ぐ歴代3位タイ、5年連続は岡部に次ぐ歴代2位タイ
- 最多賞金獲得：1回（2022年）
- 騎手大賞：1回（2022年） ※JRA賞制定以降4人目
- フェアプレー賞：5回（2013年、2016年、2018年、2020年、2021年）
- 特別模範騎手賞（2016年） ※現名称になって以降4人目（戸崎圭太と同時受賞）

## メディア出演
CM・バラエティ
- 競馬学校（2009年）※松岡正海と共演。
- キシュメシ！ （2016年）
- 戦え！スポーツ内閣 （2018年）
- 最強スポーツ統一戦 （2018年）

### 引用
1. 1 2 3 4 5 6  “川田将雅プロフィール”.   netkeiba.com. 2022年4月29日閲覧。
2. 1 2 3 4  『優駿』2020年2月号、47頁。
3. ↑  “川田将雅騎手がフリーに”.   netkeiba.com. 2015年6月30日閲覧。
4. ↑  “平成28年度 騎手免許試験合格者” (PDF).   日本中央競馬会 (2016年2月11日). 2016年4月6日閲覧。
5. ↑  「川田が結婚！相手は元ブラン娘の大塚麗衣さん」『スポーツニッポン』2011年4月27日。オリジナルの2011年4月30日時点におけるアーカイブ。2011年4月28日閲覧。
6. ↑  “福永と川田がホリプロ所属に 菜七子との共演も”. サンケイスポーツ. (2016年7月1日) 2016年7月2日閲覧。{{cite news}}:  CS1メンテナンス: 先頭の0を省略したymd形式の日付 (カテゴリ)
7. ↑  “川田将雅騎手、JRA初勝利”.   netkeiba.com. 2015年6月30日閲覧。
8. ↑  【小倉大賞典】（小倉）〜川田＆メジロマイヤー渾身の逃げ切り勝ち - ラジオNIKKEI 2006年2月4日（2015年3月28日閲覧）
9. ↑  【中京記念（GIII）】（中京）〜マチカネオーラ　直線一気で重賞初Ｖ - ラジオNIKKEI 2006年3月5日（2015年3月28日閲覧）
10. ↑  【目黒記念】（東京）〜上がり馬ポップロック４連勝で重賞制覇！ - ラジオNIKKEI 2006年5月28日（2015年3月28日閲覧）
11. ↑  【皐月賞】（中山）～良血の証明　キャプテントゥーレが逃げ切りＶ - ラジオNIKKEI 2008年4月20日（2015年3月28日閲覧）
12. ↑  【JBCスプリント】3歳馬スーニが快勝 - ラジオNIKKEI 2009年11月3日（2015年3月28日閲覧）
13. 1 2  “【サマーチャンピオン】（佐賀・ＪＰＮＩＩＩ）スーニ圧勝｜競馬実況web｜競馬｜ラジオNIKKEI”. ラジオNIKKEI. 2024年11月5日閲覧。
14. ↑  【スプリンターズS (GI)】（中山）～香港からの刺客 伏兵ウルトラファンタジー 逃げ切りＶ - ラジオNIKKEI 2010年10月3日（2015年3月28日閲覧）
15. ↑  川田将雅騎手、JRA年間100勝達成 - ラジオNIKKEI 2011年11月20日（2015年3月28日閲覧）
16. ↑  “ＪＲＡ賞、調教師・騎手部門の受賞者が決まる｜競馬実況web｜競馬｜ラジオNIKKEI”. ラジオNIKKEI. 2024年11月5日閲覧。
17. ↑  “【日本ダービー】川田 史上８人目のクラシック完全制覇 - スポニチ Sponichi Annex ギャンブル”. スポニチ Sponichi Annex. 2024年11月5日閲覧。
18. ↑  “開催競馬場・今日の出来事”. jra.jp.   日本中央競馬会 (2016年9月11日). 2016年9月16日時点のオリジナルよりアーカイブ。2023年10月17日閲覧。
19. ↑  “川田将雅騎手がＪＲＡ通算１５００勝を達成”. スポーツ報知 (2020年9月6日). 2024年11月26日閲覧。
20. ↑  “川田将雅騎手がJRA重賞100勝達成、高松宮記念のダノンスマッシュで | 競馬ニュース”. netkeiba.com. 2021年3月28日閲覧。
21. 1 2  “【BCF&Mターフ】川田騎手ラヴズオンリーユーV、日本初のBC制覇!”. ニッカンスポーツ・コム. 日刊スポーツ新聞社. 7 November 2021. 2021年11月13日閲覧.
22. ↑  “【香港C結果】ラヴズオンリーユーが日本馬初の海外G1年間3勝で有終の美！ヒシイグアスが2着| 競netkeiba”. 2021年12月12日閲覧。
23. ↑  “川田将雅騎手が史上４人目の騎手大賞「感慨深いものがあります」リーディングトレーナーは矢作師 - 競馬 : 日刊スポーツ”. nikkansports.com. 2024年11月5日閲覧。
24. ↑  “【名古屋大賞典】ハギノアレグリアスで川田将雅騎手が交流重賞3日間連続制覇!四位調教師は初の重賞勝利 | 競馬ニュース”. netkeiba.com. 2023年3月29日閲覧。
25. ↑  “【ドバイWCレース後コメント】ウシュバテソーロ川田将雅騎手ら | 競馬ニュース”. netkeiba. 2024年11月5日閲覧。
26. ↑  “【桜花賞】リバティアイランド圧巻Ｖ ２歳女王“桜冠”大外一気で奪取 川田史上６人目連覇 | 競馬ニュース”. netkeiba. 2024年11月5日閲覧。
27. ↑  “【オークス】中内田充正調教師、リバティアイランド2冠に「ホッとしている」G1・7勝目で中長距離は初 | 競馬ニュース”. netkeiba.com. 2023年5月22日閲覧。
28. ↑  “【オークス】リバティアイランドの川田将雅騎手「試したかった」将来を見据えた騎乗で牝馬2冠導く | 競馬ニュース”. netkeiba.com. 2023年5月22日閲覧。
29. ↑  “競馬 リバティアイランドが秋華賞優勝 史上7頭目のひん馬3冠”. NHKニュース.   日本放送協会 (2023年10月15日). 2023年10月17日閲覧。
30. ↑  INC, SANKEI DIGITAL (2023年12月31日). “【ＪＲＡリーディング】最高勝率騎手は５年連続で川田 史上初の３割超えを記録”. サンスポZBAT!. 2024年1月8日閲覧。
31. ↑  “ＪＲＡ史上初！川田が勝率３割超え リーディングは騎手・ルメール、調教師・杉山晴師に | 競馬ニュース”. netkeiba.com. 2024年1月8日閲覧。
32. ↑  “川田将雅「多くの馬たちに感謝したい」 東京12RでJRA通算2000勝を達成 史上9人目で現役4人目 - スポニチ Sponichi Annex ギャンブル”. スポニチ Sponichi Annex. 2024年2月11日閲覧。
33. ↑  2週間休養の川田将雅が今週から新潟で実戦復帰「懸命な治療をしていただいてありがたいです」 - 東京スポーツ・2024年7月25日
34. ↑  “川田将雅騎手がゴール入線後落馬で動けず救急車で搬送、本日予定されていた騎乗は全て乗り替わり”.   日刊スポーツ (2024年10月19日). 2024年10月19日閲覧。
35. ↑  “【ＪＢＣクラシック】米国帰り川田将雅騎手が涙の地元凱旋Ｖ 「こんなに感極まるんだと」ウィルソンテソーロ導く”. UMATOKU (2024年11月4日). 2024年11月5日閲覧。
36. ↑  “【オーシャンＳ】ソダシの全妹ママコチャが復活Ｖ 川田将雅騎手は２０年連続の重賞勝利「この後もいい時間を…」”. UMATOKU | 馬トク - スポーツ報知' (2025-03-01JST15:53:00+0900 エラー: 日付が正しく記入されていません。（説明）). 2025年3月1日閲覧。
37. ↑  “【金鯱賞】クイーンズウォークが差し切り重賞３勝目＆３０年ぶり牝馬Ｖ 川田将雅騎手は３連覇＆歴代最多タイ５勝目”. UMATOKU | 馬トク - スポーツ報知' (2025-03-16JST15:25:00+0900 エラー: 日付が正しく記入されていません。（説明）). 2025年3月16日閲覧。
38. ↑  “川田将雅／ジョッキーに100の質問(第11回)”. UMAJIN (2011年2月19日). 2023年6月17日閲覧。
39. ↑  “JRA初、白毛馬ホワイトベッセルが勝利”. netkeiba.com (2007年4月1日). 2023年10月17日閲覧。
40. ↑  “【宝塚記念】ラブリーデイGI初制覇！Gシップは大出遅れ(3/3ページ)”.   サンスポ. 2015年6月30日閲覧。
41. ↑  “あまりにも違う調教とレース”.   競馬ラボ. 2015年6月30日閲覧。
42. ↑  “【激レア①】川田将雅ジョッキーの秘密基地でお祝いしてきた！”.   YouTube (2024年3月15日). 2024年3月17日閲覧。
43. ↑  “【秋華賞】リバティアイランド牝馬３冠 ３８歳誕生日に偉業達成の川田将雅騎手「競馬の神様がくれた最大、最上のプレゼント」”. スポーツ報知 (2023年10月16日). 2023年10月17日閲覧。
44. ↑  10・11月生まれの三冠ジョッキーは既にいたが、誕生日に三冠を達成したのは川田が初である
45. ↑  川田将雅 鮮やかなブルー色の愛車を公開「とても似合う」 - SPORTS BULL 2024年5月22日
46. ↑  なお、武豊はメルセデスの公式アンバサダーを務めている。一方、調教師の友道康夫はインタビューなどでメルセデスのキャップやウェアを着用していることが多いが、こちらはメーカーとは直接の利害関係はない。
47. ↑  “キャプテントゥーレ｜競走馬データ- netkeiba.com”.   netkeiba.com. 2016年4月6日閲覧。
48. ↑  “スーニ｜競走馬データ- netkeiba.com”.   netkeiba.com. 2016年4月6日閲覧。
49. ↑  “ビッグウィーク｜競走馬データ- netkeiba.com”.   netkeiba.com. 2016年4月6日閲覧。
50. ↑  “ゴルトブリッツ｜競走馬データ- netkeiba.com”.   netkeiba.com. 2016年4月6日閲覧。
51. ↑  “ジェンティルドンナ｜競走馬データ- netkeiba.com”.   netkeiba.com. 2016年4月6日閲覧。
52. ↑  “ハープスター｜競走馬データ- netkeiba.com”.   netkeiba.com. 2016年4月6日閲覧。
53. ↑  “ラキシス｜競走馬データ- netkeiba.com”.   netkeiba.com. 2016年4月6日閲覧。
54. ↑  “モーリス｜競走馬データ- netkeiba.com”.   netkeiba.com. 2016年4月6日閲覧。
55. ↑  “ラブリーデイ｜競走馬データ- netkeiba.com”.   netkeiba.com. 2016年4月6日閲覧。
56. ↑  “【東京優駿】(東京)～マカヒキがハナ差の激戦制して世代の頂点に”.   netkeiba.com. 2016年5月29日閲覧。
57. ↑  サトノアラジンが差し切り悲願のGI初制覇！/安田記念 netkeiba.com、2017年6月4日閲覧
58. 1 2  ファインニードル｜競走馬データ netkeiba.com 2018年3月26日閲覧。
59. ↑  “帝王賞（JpnI） | 南関東4競馬場｜nankankeiba.com”. www.nankankeiba.com. 2020年10月20日閲覧。
60. ↑  “レッドルゼル”. www.jbis.or.jp. 2022年10月5日閲覧。
61. ↑  “リバティアイランド”. JBISサーチ.   公益社団法人日本軽種馬協会. 2023年10月15日閲覧。
62. ↑  “ママコチャ”. JBISサーチ.   公益社団法人日本軽種馬協会. 2023年10月1日閲覧。
63. ↑  “ジャンタルマンタル｜JBISサーチ（JBIS-Search）”. JBISサーチ.   公益社団法人日本軽種馬協会. 2023年12月17日閲覧。
64. ↑  “ウシュバテソーロ”. JBISサーチ.   公益社団法人日本軽種馬協会. 2023年9月27日閲覧。
65. ↑  “アマンテビアンコ｜JBISサーチ（JBIS-Search）”. JBISサーチ.   公益社団法人日本軽種馬協会. 2024年4月24日閲覧。
66. ↑  “アドマイヤフジ｜競走馬データ- netkeiba.com”.   netkeiba.com. 2016年4月6日閲覧。
67. ↑  “ダイシンオレンジ｜競走馬データ- netkeiba.com”.   netkeiba.com. 2016年4月6日閲覧。
68. ↑  “ダッシャーゴーゴー｜競走馬データ- netkeiba.com”.   netkeiba.com. 2016年4月6日閲覧。
69. ↑  “ピイラニハイウェイ｜競走馬データ- netkeiba.com”.   netkeiba.com. 2016年4月6日閲覧。
70. ↑  “メイショウマンボ｜競走馬データ- netkeiba.com”.   netkeiba.com. 2016年4月6日閲覧。
71. ↑  “マルセリーナ｜競走馬データ- netkeiba.com”.   netkeiba.com. 2016年4月6日閲覧。
72. ↑  “エーシンウェズン｜競走馬データ- netkeiba.com”.   netkeiba.com. 2016年4月6日閲覧。
73. ↑  “ラストインパクト｜競走馬データ- netkeiba.com”.   netkeiba.com. 2016年4月6日閲覧。
74. ↑  “トゥザワールド｜競走馬データ- netkeiba.com”.   netkeiba.com. 2016年4月6日閲覧。
75. ↑  “ダノンカモン｜競走馬データ- netkeiba.com”.   netkeiba.com. 2016年4月6日閲覧。
76. ↑  “アドマイヤサガス｜競走馬データ- netkeiba.com”.   netkeiba.com. 2016年4月6日閲覧。
77. ↑  “シャイニングレイ｜競走馬データ- netkeiba.com”.   netkeiba.com. 2016年4月6日閲覧。
78. ↑  2015年レース結果 netkeiba.com　2015年1月19日閲覧
79. ↑  2015年レース結果 - netkeiba.com　　2015年4月1日閲覧
80. ↑  “レーヴミストラル｜競走馬データ- netkeiba.com”.   netkeiba.com. 2016年4月6日閲覧。
81. ↑  “サトノラーゼン｜競走馬データ- netkeiba.com”.   netkeiba.com. 2016年4月6日閲覧。
82. ↑  “グランデッツァ｜競走馬データ- netkeiba.com”.   netkeiba.com. 2016年4月6日閲覧。
83. ↑  “ウインプリメーラ｜競走馬データ- netkeiba.com”.   netkeiba.com. 2016年4月6日閲覧。
84. ↑  “アルバートドック｜競走馬データ- netkeiba.com”.   netkeiba.com. 2016年4月6日閲覧。
85. ↑  “サトノノブレス｜競走馬データ- netkeiba.com”.   netkeiba.com. 2016年6月6日閲覧。
86. ↑  “サトノアラジンが突き抜けV 待望の重賞初制覇/京王杯スプリングC”.   netkeiba.com. 2016年5月15日閲覧。
87. ↑  “ソルヴェイグ｜競走馬データ- netkeiba.com”.   netkeiba.com. 2016年4月6日閲覧。
88. ↑  “ユニコーンステークス｜2016年06月19日”.   netkeiba.com. 2016年6月20日閲覧。
89. ↑  “佐賀記念（JpnIII） | 南関東4競馬場｜nankankeiba.com”. www.nankankeiba.com. 2020年10月20日閲覧。
90. ↑  ダノンプレミアムがレコードで完勝！/サウジアラビアRC netkeiba.com、2017年10月9日閲覧
91. ↑  “名古屋大賞典（JpnIII） | 南関東4競馬場｜nankankeiba.com”. www.nankankeiba.com. 2020年10月20日閲覧。
92. ↑  “スパーキングレディーカップ（JpnIII） | 南関東4競馬場｜nankankeiba.com”. www.nankankeiba.com. 2020年10月20日閲覧。
93. ↑  “スパーキングレディーカップ（JpnIII） | 南関東4競馬場｜nankankeiba.com”. www.nankankeiba.com. 2020年10月20日閲覧。
94. ↑  “マーキュリーカップ（JpnIII） | 南関東4競馬場｜nankankeiba.com”. www.nankankeiba.com. 2020年10月20日閲覧。
95. ↑  “白山大賞典（JpnIII）| 南関東4競馬場｜nankankeiba.com”. www.nankankeiba.com. 2020年10月20日閲覧。
96. ↑  “レディスプレリュード（JpnII）| 南関東4競馬場｜nankankeiba.com”. www.nankankeiba.com. 2020年10月20日閲覧。
97. ↑  “【中京記念結果】アンドラステが人気に応えて重賞初制覇　22年ぶりの牝馬V”. netkeiba.com. (2021年7月18日) 2021年7月18日閲覧。
98. ↑  “ゲンパチルシファー｜JBISサーチ（JBIS-Search）”. www.jbis.or.jp. 2022年7月10日閲覧。
99. ↑  “アートハウス”. www.jbis.or.jp.   JBISサーチ. 2022年9月18日閲覧。
100. ↑  “グランブリッジ”. JBISサーチ. 2023年3月1日閲覧。
101. ↑  “フリームファクシ”. JBISサーチ. 2023年2月5日閲覧。
102. ↑  “ハーパー”. JBISサーチ. 2023年2月11日閲覧。
103. ↑  “プログノーシス”. JBISサーチ.   公益社団法人日本軽種馬協会. 2023年3月12日閲覧。
104. ↑  “シャマル”. JBISサーチ. 2023年3月14日閲覧。
105. ↑  “グロリアムンディ”. JBISサーチ.   公益社団法人日本軽種馬協会. 2023年5月20日閲覧。
106. ↑  “ウィルソンテソーロ”. JBISサーチ.   公益社団法人日本軽種馬協会. 2023年9月26日閲覧。
107. ↑  “サトノグランツ”. JBISサーチ.   公益社団法人日本軽種馬協会. 2023年9月24日閲覧。
108. ↑  エヒトJBISサーチ、2023年8月13日閲覧
109. ↑  “リメイク”. JBISサーチ.   公益社団法人日本軽種馬協会. 2023年9月10日閲覧。
110. ↑  “クラウンプライド”. JBISサーチ.   公益社団法人日本軽種馬協会. 2023年9月10日閲覧。
111. ↑  “ノーブルロジャー”. JBISサーチ.   公益社団法人日本軽種馬協会. 2024年1月8日閲覧。
112. ↑  “ミッキーゴージャス”. JBISサーチ.   公益社団法人日本軽種馬協会. 2024年1月13日閲覧。
113. ↑  “エンペラーワケア”. JBISサーチ.   公益社団法人日本軽種馬協会. 2024年1月28日閲覧。
114. ↑  クイーンズウォークJBISサーチ、2024年2月10日閲覧
115. ↑  リフレーミングJBISサーチ、2024年8月11日閲覧
116. ↑  “ラヴェル”. www.jbis.or.jp.   JBISサーチ. 2024年11月30日閲覧。
117. ↑  “騎手プロフィール　JRA”. www.jra.go.jp. 2025年1月9日閲覧。
118. ↑  “川田将雅 騎手 - 競走成績”. 競馬予想のウマニティ. 2025年1月9日閲覧。